# Schrankia crambiformis
Schrankia crambiformis är en fjärilsart som beskrevs av Dyar 1914. Schrankia crambiformis ingår i släktet Schrankia och familjen nattflyn. Inga underarter finns listade.